# Девја
Девја (фр. Deviat) насеље је и општина у западној Француској у региону Поату-Шарант, у департману Шарант која припада префектури Ангулем.
По подацима из 2011. године у општини је живело 161 становника, а густина насељености је износила 19,12 становника/km². Општина се простире на површини од 8,42 km². Налази се на средњој надморској висини од 135 метара (максималној 167 m, а минималној 74 m).

## Демографија
| 1962. | 1968. | 1975. | 1982. | 1990. | 1999. | 2011. |
| ----- | ----- | ----- | ----- | ----- | ----- | ----- |
| 238   | 257   | 230   | 180   | 156   | 158   | 161   |

График промене броја становника у току последњих година